# The Happy&Bleedin'
The Happy&Bleedin’ （ザ・ハッピー・アンド・ブリーディン）は、日本のバンド。2007年より活動開始。Kazunaがソロで弾き語りをしたり、サブメンバーを加えてバンド形態でライブを行ったり、編成は時と場合によって様々だが、正式メンバーはボーカル、ピアノのKazunaと、ギターのNimi.、ベースの岩撫俊之、パーカッションの釈迦カーンの４人。ロックやプログレッシブ・ロックをベースにしながら、いかなるジャンルにもカテゴライズされない、独特な音楽世界が特徴。ステージでは、時に演劇表現を交えるなど、毎回異なる万華鏡的世界観を展開することでも定評がある。俗称はハッピー、ハピブリ、H&Bなど。

## 概要
バンド名のThe Happy&Bleedin’には、“幸せな血を流す”という意味があり、楽曲を産み出す際の姿勢を表現したもの。もともとはKazunaが好きなイギリスの女性ロックシンガー、PJハーヴェイのオリジナル曲happy and bleedingに由来する。バンド名が意味する通り、The Happy&Bleedin’の楽曲は、明と暗、陰と陽、聖と俗、生と死といった2項対立する概念が共存する独特の音楽世界を感じさせるものが多い。結成メンバーのKazunaとNimi.が共通して影響を受けたミュージシャンには、フランク・ザッパ、スティーリー・ダン、ザ・ホワイト・ストライプス、ビートルズなどがある。

## 来歴
- KazunaとNimi.は、二人の故郷、愛知県で活動するアコースティックバンド「ラフスケッチ」の参加メンバーとして知り合う。

- その後二人は、ほぼ同時期にラフスケッチを脱退。二人ともに別々の理由から、同時期に東京に移り住む。

- 2006年秋頃、東京で再開した二人は音楽ユニットhappy and bleedin’を結成。楽曲作りや、レーコーディング活動を開始する。

- 2006年10月、ミニデモアルバム「happy and bleedin’」をリリース。

- 2007年2月、ユニット名を現在のThe Happy&Bleedin’に改名。渋谷「TAKE OFF 7」での初ライブを皮切りに、渋谷や新宿を中心に本格的にライブ活動を開始する。

- 2008年8月、初のミニアルバム「The Happy&Bleedin’」をリリース。

- 2008年11月、渋谷「TAKE OFF7」で行われたライブスケープによる企画イベント「sound clip」に参加。組曲「一つの星」を演奏する。

- 2009年10月　新中野「ワニズホール」において、初のワンマンライブ「versus」を敢行。計5部構成のステージ中第3部では、山田加寿奈（Kazuna）主演の一人芝居「MIZUKO」を公演する。

- 2010年3月、アルバム「sprite」をリリース。同アルバムの収録からは、パーカションの釈迦カーン、ドラムの小高和也も参加するようになる。

- 2010年3月14日、町田「WEST VOX」において、レコ発ライブ「sprite」を敢行。

- 2010年4月3日、「ティアラこうとう」において、山田加寿奈（Kazuna）、北川華栄　主演の二人芝居「リインカーネーション」を公演。

- 2010年12月19日、新中野「ワニズホール」において、奥山セツナ、山田加寿奈（Kazuna）　主演の二人芝居「スノーランド」を公演。

- 2011年6月、アルバム「sprite」（リマスター版）をリリース。

- 2011年7月18日、東高円寺「カットウ」において、The Happy&Bleedin’の企画ライブイベント「KAZTOU SUMMER FESTIVAL」を敢行。

- 2011年7月20日、奥山セツナ、山田加寿奈（Kazuna）主演の映像作品「a day in winter」をネット上で公開。

- 2012年2月21日、吉祥寺「SILVER ELEPHANT」において、パフォーマンスライブ「ゼリービーンズ」を敢行。

- 2012年5月12日、吉祥寺「曼荼羅」では、ベースの岩撫俊之が初参加し、5人編成のライブを敢行。

- 2012年6月13日、渋谷「GUILTY」では、トランペットの桐原ヤスアキをゲストに迎え、初の6人編成でのライブを敢行。

- 2012年9月20日、渋谷TAKE OFF７で行われた、SIPA BALED CLONE企画「THINK AGAIN Vol.13 VEG+MUSIC」に出演。

- 2012年11月3日、宇都宮シャズフェスチィバル「MIYA JAZZ INN 2012」のメインステージに出演。

- 2012年11月11日、赤坂GRAFFITIで行われた、COME AROUND企画「COME AROUND in Wonderland」に出演。

- 2012年12月21日、渋谷GUILTYで行われた、「CIRCLE OF CHAOS #01」に出演。吾妻光良 & The Swinging Boppersのディレクターで、

　　HOT RIVER RECORDSの代表、湯川治往がスペシャスゲストのパーカションで参加する。

## 作品

### アルバム
- ミニデモアルバム「happy and bleedin’」（2006年10月）

　　1. 自分自滅、2. カゴメ、3. 夕闇、4. Go!
- ミニアルバム「The Happy&Bleedin’」（2008年8月）

　　1. 夕闇　2. はえのおうさま　3. 無理をする人　4. だえん　5. カゴメ
- アルバム「sprite」（2010年3月）

　　1. I prologue　2. II 自分自滅  3. III Schadenfreude  4. IV theme of sprite  5. V 平行の定義  6. VI a song for maho  7. VII epilogue
- アルバム「sprite」リマスター版（2011年6月）

　　1. I prologue　2. II 自分自滅  3. III Schadenfreude  4. IV theme of sprite  5. V 平行の定義  6. VI a song for maho  7. VII epilogue

### 芝居
- 一人芝居「MIZUKO」（2009年10月）

　　主演　山田加寿奈（Kazuna）
- 二人芝居「リインカーネーション」（2010年4月）

　　主演　山田加寿奈（Kazuna）　北川華栄
- 二人芝居「スノーランド」（2010年12月）

　　主演　奥山セツナ　山田加寿奈（Kazuna）

### 映像作品
- 「a day in winter」（2011年7月）

　　主演　奥山セツナ　山田加寿奈（Kazuna）